# Gascona (banda de rock)
Gascona fue una banda de rock asturiana ya desaparecida que desarrolló su carrera entre los años 1994 y 2004

## Reseña biográfica
Años 1994 a 1998: Debutan en un concierto ofrecido en la Escuela de Artes y Oficios de la Universidad de Oviedo bajo el nombre de “Gascona y los 6 metros”. Ese mismo año registran su primera maqueta “En el Desierto”. En 1995 graban su segunda maqueta, “Como una Piedra”, con el que pasaría a ser su productor de referencia, Ángel Domenech, y llegan a la final del II Concurso de Rock Universitario de Oviedo que finalmente ganaría Undershakers . En 1996 vuelven a entrar en el estudio de grabación para registrar otra demo, titulada “Que bien se está cuando se está bien”, a la vez que vuelven a ser finalistas de otro concurso, esta vez el organizado por 40 Principales Asturias. A finales de 1997 graban el que sería su primer trabajo con vocación de disco, el EP “Más que Gracias …Disculpas” e incluyen su canción “Mundo Animal” en el CD recopilatorio “Directo Nalón”, editado por el Ayuntamiento de Langreo. En los premios musicales Superventolinos son nominados como mejor instrumentista en la categoría de Guitarra.
Años 1998-2004: En el año 1998 el tema “Sueños” forma parte de otro recopilatorio, “Combustible Sónico”, editado por la discográfica "DiscosAmordiscos”. Ese mismo año ganan el I Concurso de Rock Cuac FM de La Coruña y vuelven a quedar finalistas del concurso de 40 Principales Asturias. También se alzan con el triunfo en el I Certamen Cultural ArtNalón en la modalidad Música. En 1999 editan con el sello Discosamordiscos el CD “Renovamos Su Confianza”, trabajo que presentan en la gira “Vuelta de la Palabra 99.0”, (Oviedo diciembre de 1999 / Granada octubre de 2001). En 2000 prestan su tema “Recordable” al director asturiano Mario Álvarez para la banda sonora de su cortometraje “Mus”. A finales de 2001 graban el CD “Reversible” compartido con la también banda asturiana “Faraón Félix”, disco que presentan en una gira conjunta. "Reversible" es producido por JGel Ordiz y editado por el sello Boomerang Records.
En 2003 dan su último concierto en Fnac Asturias.
Considerados punta de lanza de toda la escena musical de la Cuenca del Nalón en los años 90, Gascona labró su trayectoria en constantes comparecencias en vivo que fueron aumentando su leyenda de trío roquero básico, en virtud a un reconocido y contundente directo, grabaciones más cálidas y accesibles y letras exclusivamente en castellano, frente a la moda de la época sustentada por el Xixón Sound. De marcada independencia frente a los movimientos musicales de los que fueron coetáneos, cimentaron sus canciones inspirados en la tradición musical del rock blues que une a Leño con Los Enemigos
Tras su disolución Rubén Álvarez y José Manuel Suárez formaron el grupo de rock Flaca Ventura, con el que editaron el CD "Trincheras y Precipicios", Santo Grial Records (2011), trabajo de marcado carácter existencialista

## Miembros
- Milo Pérez - Guitarra (1994)
- Toño Rodríguez - Voz, Guitarra y compositor (1994-1998)
- Orlando Serrano - Batería (1994-2004)
- José Manuel Suárez - Guitarra (1998-2004)
- Rubén Álvarez - Bajo y compositor (1994-2004), Voz (1996-2004)

## Discografía
- Más que Gracias ...Disculpas (1997)
- Renovamos su confianza (1999)
- Reversible (2001)